# Byron Castillo
Byron David Castillo Segura (Playas, 1998. november 10. –) ecuadori válogatott labdarúgó, aki a mexikói León labdarúgója.

## Nemzetiségi vita
2017-ben megvonták Castillo jogát, hogy az U17-es válogatottban játsszon, azzal a váddal, hogy a kolumbiai Tumacóban született, az ecuadori határ közelében. 2019 januárjában azzal vádolták, hogy meghamisította születési anyakönyvi kivonatát, aminek következtében 2021-ig nem játszhatott a válogatottban.
2021 februárjában elindítottak egy nyomozást, hogy kiderítsék, hogy Castillo ecuadori vagy kolumbiai. Ezen év áprilisában megerősítették ecuadori nemzetiségét. 2022 májusában a Chilei labdarúgó-szövetség beadott egy panaszt a Nemzetközi labdarúgó-szövetségnek Castillo nemzetiségével és születési dátumával kapcsolatban, azt mondva, hogy a játékos Tumacóban született, 1995 júliusában. A FIFA június 10-én lezárta a nyomozást, ezzel jóváhagyva Ecuador szereplését a 2022-es világbajnokságon.
A spanyol Marca újság kiadott egy hangfelvételt, amin Castillo volt hallható, ahogy elismeri, hogy illegálisan érkezett Ecuadorba és, hogy Kolumbiában született, 1995-ben. A felvétel egy Castillo és az ecuadori labdarúgó-szövetség közötti interjúból származik, amit a szövetség nem adott át a nyomozás során. Az újság ezek mellett kiadta a játékos kolumbiai és ecuadori születési anyakönyvi kivonatait, amikben különböztek a nevei, a születési helye és a születési dátuma. A FIFA újrakezdte a nyomozást és szeptember 15-én kezdte meg a meghallgatásokat.
2022. november 8-án a Sportdöntőbíróság (CAS) úgy döntött, hogy Castillo valós születési helye Tumaco és születési dátuma 1995. június 25., de mivel Ecuador elismerte Castillót, mint ecuadori polgár, így semmi se állt annak útjában, hogy szerepeljen az ország válogatottjában. Így a szövetség nem szegte meg a FIFA szabályait. Ennek ellenére megbüntették a válogatottat 100 ezer svájci frankra és levontak három pontot a 2026-os világbajnokság selejtező szakaszában, a meghamisított dokumentumok miatt.

## Statisztikák

### Klubcsapatokban
Frissítve: 2022. október 9.
| Csapat            | Szezon           | Bajnokság        | Bajnokság | Bajnokság | Kupa | Kupa  | Nemzetközi | Nemzetközi | Egyéb | Egyéb | Összesen | Összesen |
| Csapat            | Szezon           | Liga             | P.        | Gólok     | P.   | Gólok | P.         | Gólok      | P.    | Gólok | P.       | Gólok    |
| ----------------- | ---------------- | ---------------- | --------- | --------- | ---- | ----- | ---------- | ---------- | ----- | ----- | -------- | -------- |
| Deportivo Azogues | 2014             | Ecuadori Serie B | 3         | 0         | —    | —     | —          | —          | —     | —     | 3        | 0        |
| Deportivo Azogues | 2015             | Ecuadori Serie B | 5         | 1         | —    | —     | —          | —          | —     | —     | 5        | 1        |
| Deportivo Azogues | Összesen         | Összesen         | 8         | 1         | —    | —     | —          | —          | —     | —     | 8        | 1        |
| Aucas             | 2016             | Ecuadori Serie A | 22        | 1         | —    | —     | 2          | 0          | —     | —     | 24       | 1        |
| Barcelona         | 2017             | Ecuadori Serie A | 1         | 0         | —    | —     | —          | —          | —     | —     | 1        | 0        |
| Barcelona         | 2018             | Ecuadori Serie A | 17        | 2         | —    | —     | 1          | 0          | —     | —     | 18       | 2        |
| Barcelona         | 2019             | Ecuadori Serie A | 18        | 1         | —    | —     | 2          | 0          | —     | —     | 20       | 1        |
| Barcelona         | 2020             | Ecuadori Serie A | 31        | 2         | —    | —     | 10         | 1          | —     | —     | 41       | 3        |
| Barcelona         | 2021             | Ecuadori Serie A | 27        | 3         | —    | —     | 12         | 0          | 2     | 0     | 41       | 3        |
| Barcelona         | 2022             | Ecuadori Serie A | 12        | 0         | —    | —     | 8          | 0          | —     | —     | 20       | 0        |
| Barcelona         | Összesen         | Összesen         | 106       | 8         | —    | —     | 33         | 1          | 2     | 0     | 141      | 9        |
| León              | 2022–2023        | Liga MX          | 17        | 1         | —    | —     | —          | —          | —     | —     | 17       | 1        |
| Karrier összesen  | Karrier összesen | Karrier összesen | 153       | 11        | 0    | 0     | 35         | 1          | 2     | 0     | 190      | 12       |

1. 1 2  Pályára lépések a Copa Sudamericanában
2. 1 2 3  Pályára lépések a Copa Libertadores-ben
3. ↑  Pályára lépések az ecuadori szuperkupában
4. ↑  Öt pályára lépés a Copa Libertadores-ben, három pályára lépés a Copa Sudamericanában

### A válogatottban
Frissítve: 2022. november 12.
| Válogatott | Év       | Pályára lépések | Gólok |
| ---------- | -------- | --------------- | ----- |
| Ecuador    | 2021     | 6               | 0     |
| Ecuador    | 2022     | 7               | 0     |
| Összesen   | Összesen | 13              | 0     |

## Díjak, sikerek
Barcelona SC
- Ecuadori Serie A: 2020